# Connie Gilchristová

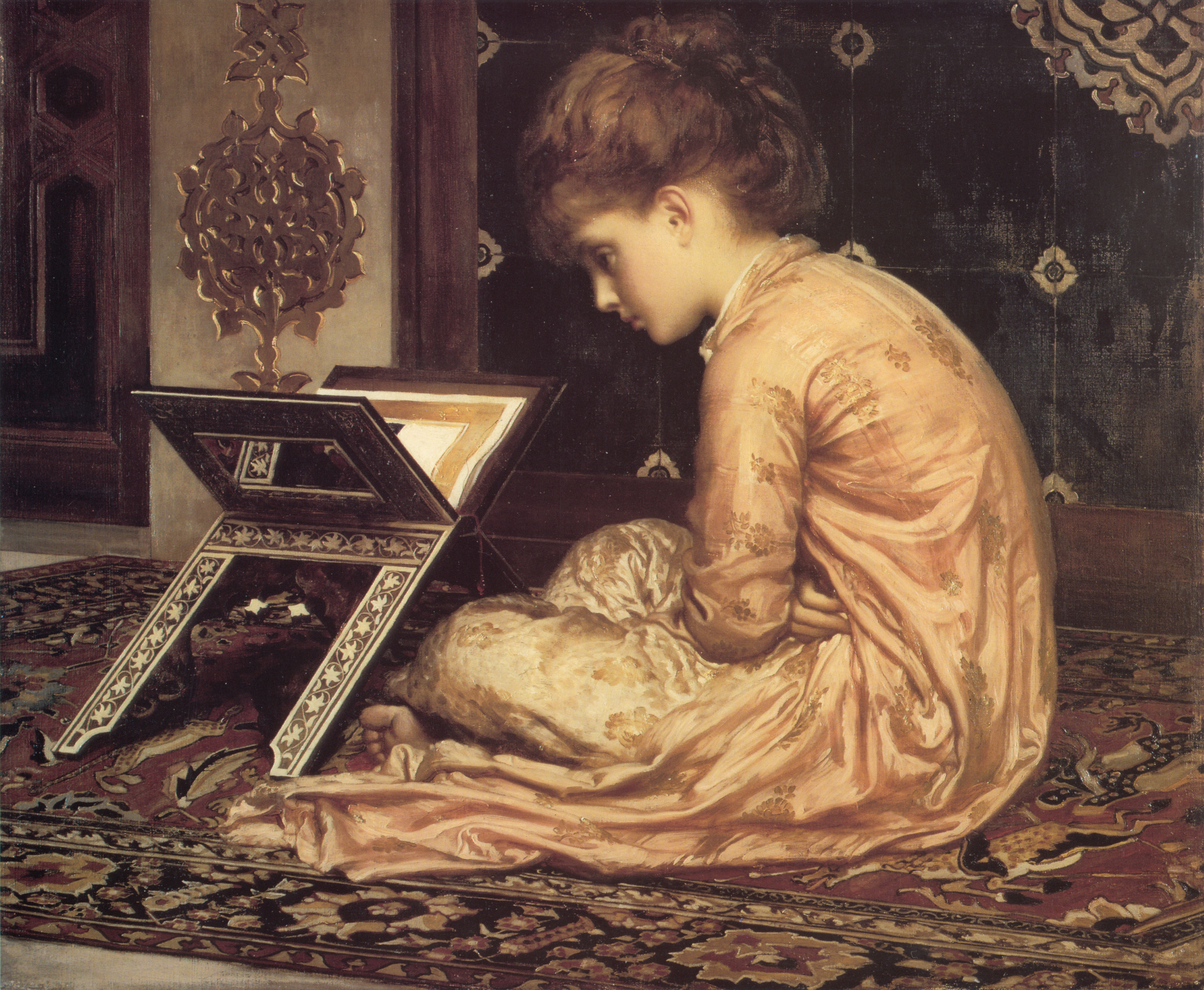
Frederic Leighton: Study at a Reading Desk, 1877

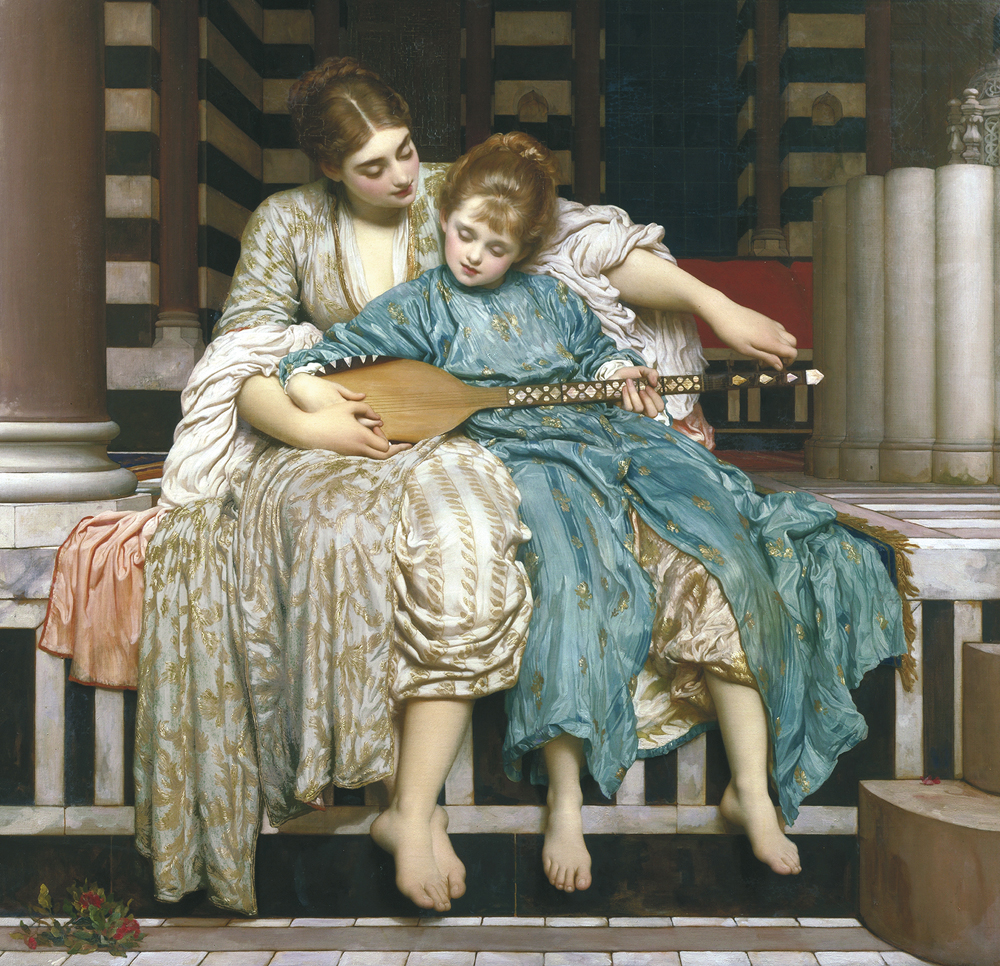
Gilchristová pózovala jako dívka v Leightonově Hudební lekci, 1877

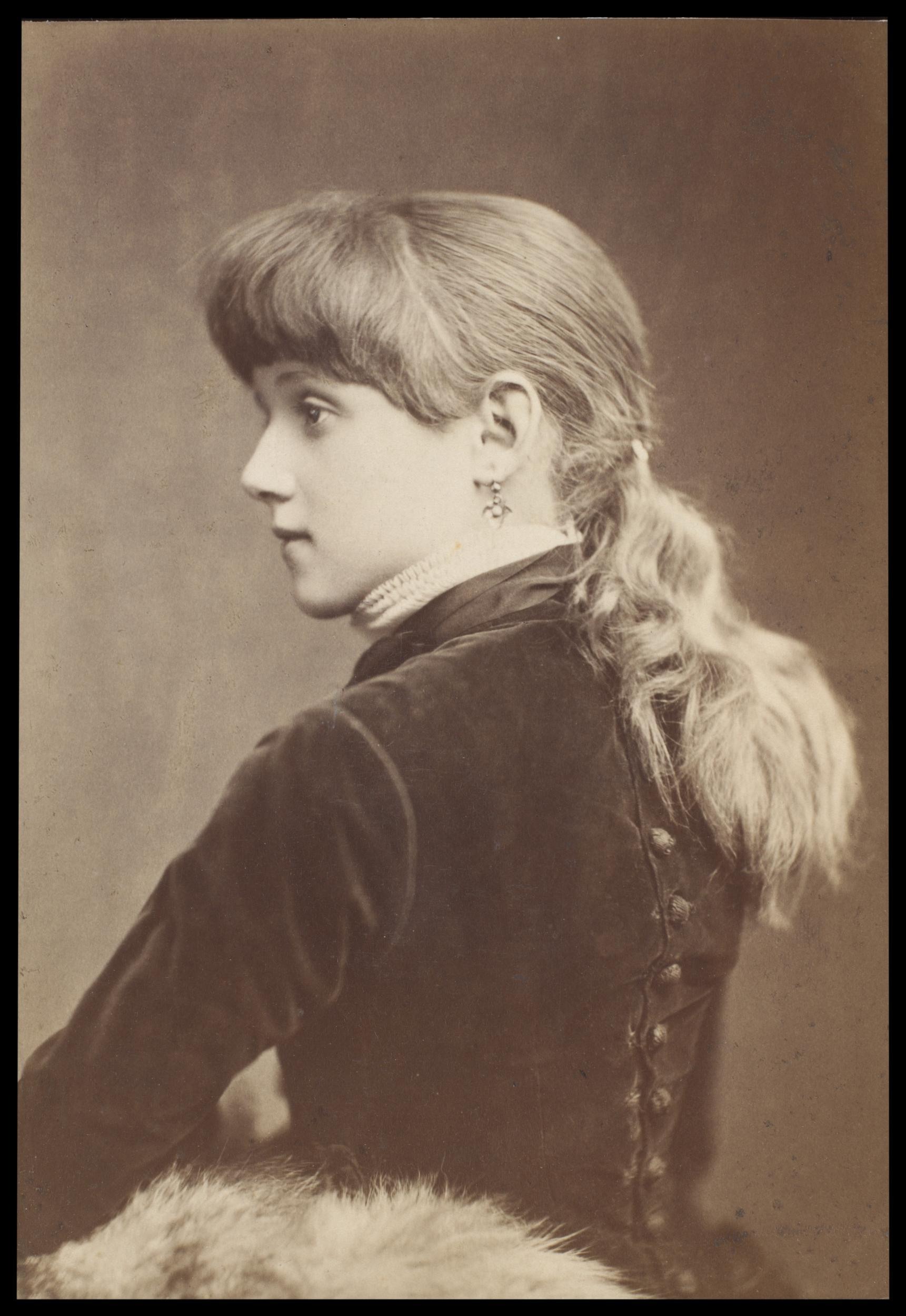
London Stereoscopic Company: Connie Gilchristová

Connie Gilchristová (nepřechýleně Connie Gilchrist; 23. ledna 1865 – 9. května 1946) byla britská dětská umělecká modelka, herečka, tanečnice a zpěvačka, která ve velmi raném věku upoutala pozornost malířů a umělců, jako byli například: Frederic Leighton, Frank Holl, William Powell Frith a James McNeill Whistler, spisovatel a fotograf Lewis Carroll a aristokraté, lord Lonsdale nebo vévoda z Beaufortu. Ve dvanácti letech se stala populární na jevišti v tanečním programu se švihadly v londýnském divadle Gaiety Theatre, kde se po celou dobu svého formování věnovala viktoriánské burlesce a estrádě. Gilchristová, která se stala známou jako „original Gaiety Girl“, opustila jeviště v roce 1892 v době svého sňatku s Edmondem Walterem FitzMauricem, 7. hrabětem z Orkney.

## Životopis
Constance MacDonald Gilchristová (známější jako Connie Gilchristová) se narodila v Agar Town v Londýn, jako dcera Davida a Matildy Marie (rozená Potterová) Gilchristových. Její otec byl inženýr a buď její matka, nebo pravděpodobně starší sestra Matilda Elizabeth byla pravděpodobně modelkou, která pózovala pro Whistlerův lept, Tillie: A Model.
Nejprve pracovala jako umělecká modelka pro malíře a sochaře Frederica Leightona asi v šesti letech. Byla zobrazena jako arabská dívka na jeho malbě Malá Fatima, všech pět malých dívek v Daphnephoria, dívka na obraze Study: At a Reading Desk nebo studentka The Music Lesson. Pózovala pro řadu děl, které vytvořil Frank Holl na základě díla dramatika W. S. Gilberta Little Mim, a byla dítětem znázorněným v jeho obraze Dezertér. Whistler ji zachytil během skákání přes švihadlo ve svém leptu Harmony in Yellow and Gold: The Gold Girl a pózoval jí pro The Blue Girl, a také ostatní členové Královské akademie umění v Londýně, jako například William Powell Frith, ji často umisťovali do svých děl. Lewis Carroll ji fotografoval ve dvanácti letech a o rok později si do svého deníku zapsal: ztrácí svou krásu a nemůže nic dělat - ale skvěle zvládla sestavu skákání přes švihadlo.

## Jeviště
První její známé divadelní vystoupení přišlo v roce 1873 v divadle Drury Lane Theatre v roce 1873 kde hrála Prince of Mushrooms ve hře Jack in the Box. V období Vánoc 1874–1875 hrála Harlekýnu v dětské pantomimě The Children of the Wood, adaptace pohádky bratří Grimmů v divadle Adelphi Theatre v Londýně.
Gilchristová byla angažována v londýnském Gaiety Theatre v roce 1879 ve věku 14 let, kde hrála řadu rolí, počínaje Tiddi-Widdi v adaptaci Gullivera a Colomby ve Velkém kasmíru od Charlese Lecocqa a Henryho S. Leigha, převzatého z francouzštiny J. Prevel a AD Saint Albin (oba 1879). V roce 1880 hrála Libby Ray v komiksové opeře Benjamin Edward Woolf The Mighty Dollar; Baron Montgiron ve společnosti The Corsican Brothers and Co., Limited FC Burnand a HP Stephens; a Polly v díle Bubbles od Charlese L. Fawcetta. Hrála Florence Dombey v Captain Cuttle, převzato z Dickensova Dombey and Son od Johna Broughama; a lord Lardida, baron de Belgravia, ve hře Dick Whittington and His Cat od Burnanda (oba v roce 1881); Služka Marian v Little Robin Hood Robert Reece (1882); Anne ve viktoriánské burlesce Modrovous; nebo Hazard of the Dye od Burnanda; Miranda v Arielu, parodie na Shakespearovu Bouři; a Myrene v Stephens a Lutz burlesky Galatea; nebo Pygmalion Re-Versed (vše v roce 1883); a Pauline ve hře Called There and Back, Hermana Charlese Merivaleho burleska - Conway a Carr, Called Back (1884).
V létě roku 1886 Gilchristová dosáhla 21 let a do Ameriky přicestovala s Comic Opera Company Violet Cameron na americké turné, které začalo v newyorském Casino Theatre společně se skupinou The Commodore, adaptace Henry Brougham Farnie v Offenbachově Le Creol. Od 27. prosince téhož roku hrála Abdallaha v díle The Forty Thieves, pantomimické adaptaci klasiky od Edward Litta Lamana Blancharda v divadle Drury Lane.

## Hrabě z Orkneje
Gilchristová byla milenkou dvou aristokratů. První, 4. hrabě z Lonsdale, pro ni a pro další dívky z Gaiety Theatre koupil dům v Londýně. Lord Lonsdale v roce 1882 v domě zemřel, což vyvolalo skandál. Gilchristové odkázal značné dědictví. Jejím druhým dobrodincem byl 8. vévoda z Beaufortu, který se stal jejím adoptivním otcem. V červenci 1892 se Gilchristová provdala za Edmonda FitzMaurice, 7. hraběte z Orkney. Ačkoli byl skotský peer, nevlastnil žádný majetek ani jiný titul, ale zdědil panství v Buckinghamshire a asi 11 000 akrů v hrabství Laois a hrabství Kerry v Irsku, které mu přinesly přibližně 6 000 liber ročního příjmu v nájmech. Po svatbě se pár tiše vydal do Tythe House, panství lorda Orkneye ve Stewkley, protože byli v té době z velké části vyloučeni z britských kruhů vyšší třídy. Zdálo se, že to Gilchristová, která se usadila na venkově, neobtěžovala a stala se známá díky velkorysým příspěvkům místním charitám. V prvních letech Gilchristová a její manžel provozovali lovecký zámeček na pozemku panství, včetně přátelství s rodinou barona Rothschilda. Po lovecké nehodě v roce 1906 musela Gilchristová ukončilt účast při této činnosti.

## Connie a Lewis Carroll
Spisovatel poprvé viděl dívku v divadle Adelphi Theatre 13. ledna 1877 v pantomimě „Little Good Girl“, do které byly zapojeny pouze děti, a Connie hrála roli Harlekýny. Carroll byl v hledišti společně se svou malou modelkou Evelyn Hatch. Spisovatel si ve svém deníku téhož dne poznamenal: "Connie je jedno z nejkrásnějších dětí, tváří i tělem, jaké jsem kdy viděl. Musím získat možnost ji fotografovat “. Carroll zaslal dívce kopii pohádky Alenka v říši divů a akrostich adresovaný Constance a současně se její matky zeptal na celé jméno Connie, aby na něj mohl napsat akrostich (pro spisovatele bylo složení akrostichu předehrou k fotografování). Matilda Gilchristová od spisovatele dárek přijala a poslala mu jméno své dcery: „Constance MacDonald Gilchristová“. V té době existovaly dvě fotografie Connie pořízené v profesionálních studiích. První ukazuje portrét dívčího obličeje zblízka. Druhý zobrazuje herečku v komplikovaném oblečení a na levé straně obrazu visí lano ze stolu. Lindsay Smith, profesorka angličtiny na univerzitě v Sussexu a ředitelka jejího Centra pro vizuální umění, poznamenala, že tato fotografie vyjadřuje složitou povahu jejích šatů, která zdůrazňuje androgynii jejího těla.
Poté, co Carroll strávil s Gilchristovou více času (podle Keitha Wrighta půl hodiny), zaznamenal její propracovanost, skromnost a plachost. Dne 2. července téhož roku Carroll vzal dívku na Královskou akademii, což na ni silně zapůsobilo, zejména poté, co se Gilchristová viděla na malovaném obraze Lekce hudby od Fredericka Leightona.. Lindsay Smith věřila, že účelem její návštěvy na Akademii bylo ve skutečnosti vidět dva Leightonovy obrazy, které tam byly a pro které Connie pózovala: Lekce hudby a Study at a Reading Desk. Po dokončení prohlídky Akademie Carroll do deníku znovu napsal poznámku „o nejkrásnějším dítěti (tváří i postavě), jaké jsem kdy poznal.“ „Chtěl bych s ní pořídit 100 fotografií“, snil. Carroll dokonce vymyslel plán, který by mu umožnil dívku fotografovat. Přišel s plánem získat fotografie Connie Gilchristové, který se zdál být proveditelnější než si kdy myslel, napsal: "Zůstaňte v Londýně, odvezte ji ranním vlakem do Oxfordu a vyzvedněte si ji večer…" To by v Oxfordu dalo devět hodin a stálo by to o něco víc než platit za ni a za doprovod, který by byl přítěží. “ Zda byl tento plán realizován, není známo.
Dne 2. října 1877, po hře „ Červená Karkulka “ ji Carroll označil za „nejkrásnějším z harlekýnek“ v divadle Adelphi, ale o rok později svěžest dívky v očích spisovatele vybledla (Lindsay Smith poznamenala, že se to shodovalo s nástupem její puberty). Carroll napsal zklamaně 2. října 1878, poté, co zhlédl Malého doktora Fausta v divadle Gaiati: „Connie Gilchristová byla v roli Siebel: ztrácí svou krásu a nemůže hrát, ale staré číslo Tanec se švihadlem předvedla skvěle".

## Fotografie Connie Gilchristové s monogramemCLD
Fotografie (15,7 x 10,7 cm) v současné době ve sbírkách Pensylvánské státní univerzitní knihovny (získaná v roce 1971 z Londýnské galerie Anthonyho d'Offay a Coopera), signováno na zadní straně monogramem CLD (Charles Lutwidge Dodgson je skutečné jméno Lewise Carrolla) tmavě fialovou jednou souvislou linií. Na této fotografii stojí Connie jednou nohou na příčce zahradních schodů ve studiu a má boty na vysokých podpatcích s bočními tkaničkami. Boty zdůrazňují štíhlé nohy. Dívka vypadá velmi mladě, tmavé vlasy volně padají ve vlnách přes vysoký límec s volánky po tmavých šatech. Poddajná zástěra má na svých bocích řasení… Zdrženlivá smyslnost obrazu je podle Margarety MacDonald zdůrazněna hrubým kolorováním fotografie. Kostým lze datovat kolem roku 1882, což by odpovídalo tomu, že tuto fotografii pořídil sám Lewis Carroll. Spisovatel shromáždil velké album fotografií jiných mistrů, ale fotograf a kritik umění Charles Mann věřil, že Carroll by svůj monogram, kterému přikládal velký význam, nedával na fotografii někoho jiného. Mann napsal, že ačkoli byla fotografie poněkud hrubě kolorovaná, Carrollovi nevadilo, že fotografie vybarvoval.
Podle Margaret F. MacDonaldové by tato fotografie mohla být jednou ze dvou pořízených s Connie, mezi 22 fotografiemi dětí, které byly vyfotografovány pro Carrolla v roce 1882 podle jeho výběru. Na druhé fotografii Gilchristové, zachované ve sbírce Carrolla, je dívka zobrazena zblízka se stejným účesem a podobným kostýmem. Margaret MacDonaldová ji datuje asi do roku 1882, ačkoli jiný výzkumník, Meuse, navrhl o něco pozdější datum, 1885. Na obrázku má Gilchristová tenký profil, mírně vyvýšený rovný nos, malá ústa, oči se silným obočím a velkýma ušima, ve kterých má náušnice ve tvaru květiny. V 17 letech vypadá Connie velmi mladá, její účes odráží její mladost. Její veřejný image zdůrazňoval mladistvý vzhled tanečnice, i když už vhodný věk přerostla.

## Connie na fotografiích a litografiích jiných umělců

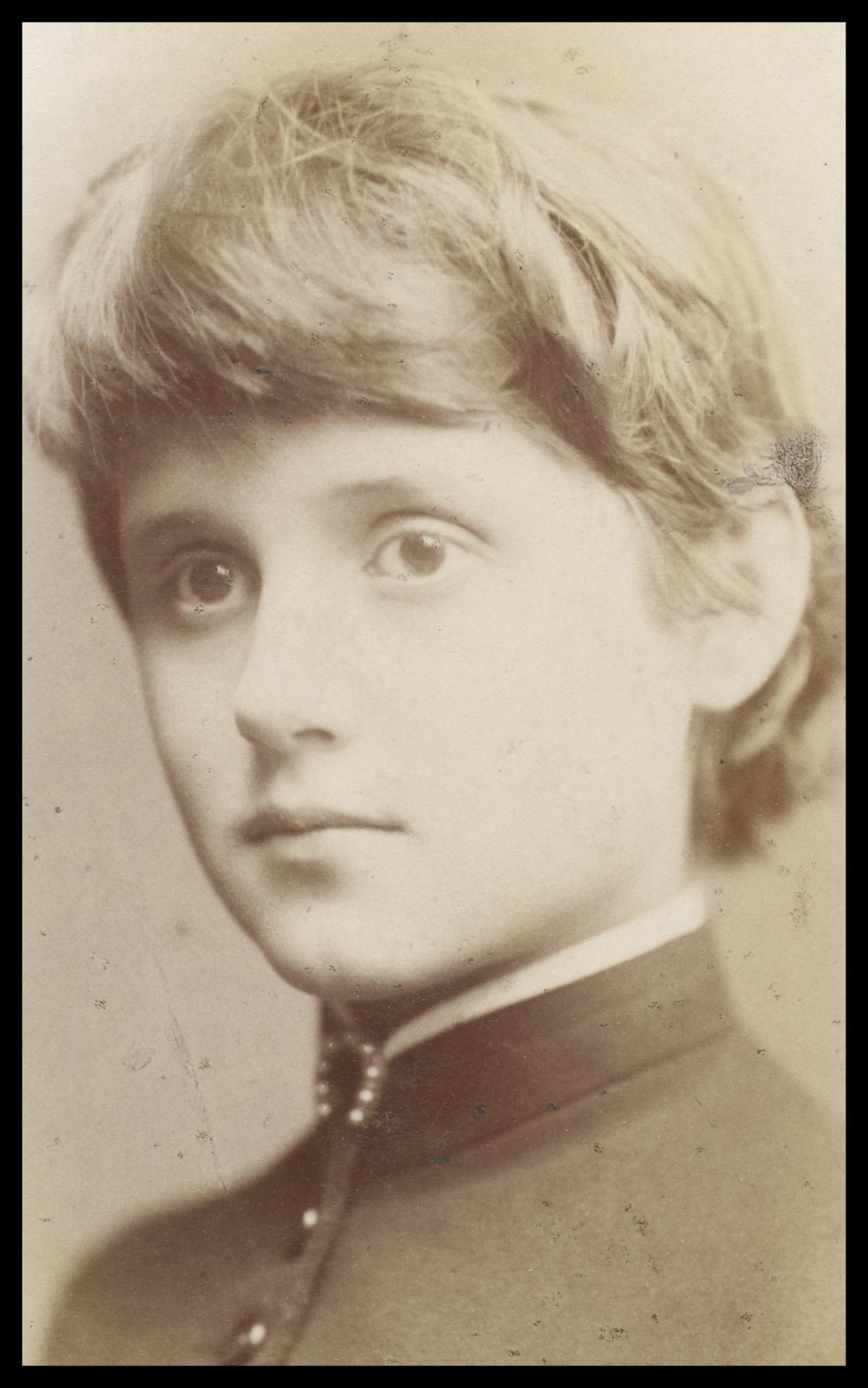
Alexander Bassano: Connie Gilchristová

Connie Gilchristová se stala nejfotografovanější mladou herečkou své doby. Ve velkých edicích byly publikovány nejen fotografie, ale také litografické portréty Gilchristové v jejích scénických obrazech. Barevná chromolitografie  ( National Portrait Gallery, Londýn, 32,4 × 20,6 cm, dárek od Terence Peppera v roce 2014, inv. NPG D42844) byl publikován jako číslo 25 v Public Portraits Series Charles Gooddall & Sons kolem roku 1883. Představuje Connie jako sestru Annu v Modrovousovi. Mládí a nevinnost zdůrazňují slaměnný klobouk, krátké vlasy, perlový náhrdelník kolem krku a krátké šaty. Šaty umožňují předvést štíhlé nohy, obuté do bot na vysokém podpatku, nízkého čtvercového střihu, zdobeného krajkou, zdůrazňují hrudník modelky a těsné korzetové šaty ukazují úzký pas. Takové fotografie a rytiny podporovaly popularitu mladého komika. Jako modelka a herečka se ve své kariéře spoléhala na mládí, zdraví, fyzické schopnosti a dobrý vzhled. Connie Gilchristová ukončila svou uměleckou a modelingovou kariéru ve 27 letech, když se provdala za mladého o více než rok mladšího aristokrata.
Mezi fotografy a litografy, kteří mladou herečku opakovaně zachytili, byl osobní fotograf královny Viktorie a majitel fotografického studia W. & D. Downey, William Downey, anglický malíř a fotograf nizozemského původu, známý jako průkopník v používání elektrického světla ve fotografii, Henry Van der Weyde, Alexander Bassano, fotograf vysoké společnosti se specializací na viktoriánskou Británii a přední viktoriánský litograf Alfred Concanen, známý svými ilustrovanými hudebními obaly.

## Galerie
Connie Gilchristová v 70. letech 19. století na divadelních fotografiích ze sbírky Victoria and Albert Museum:

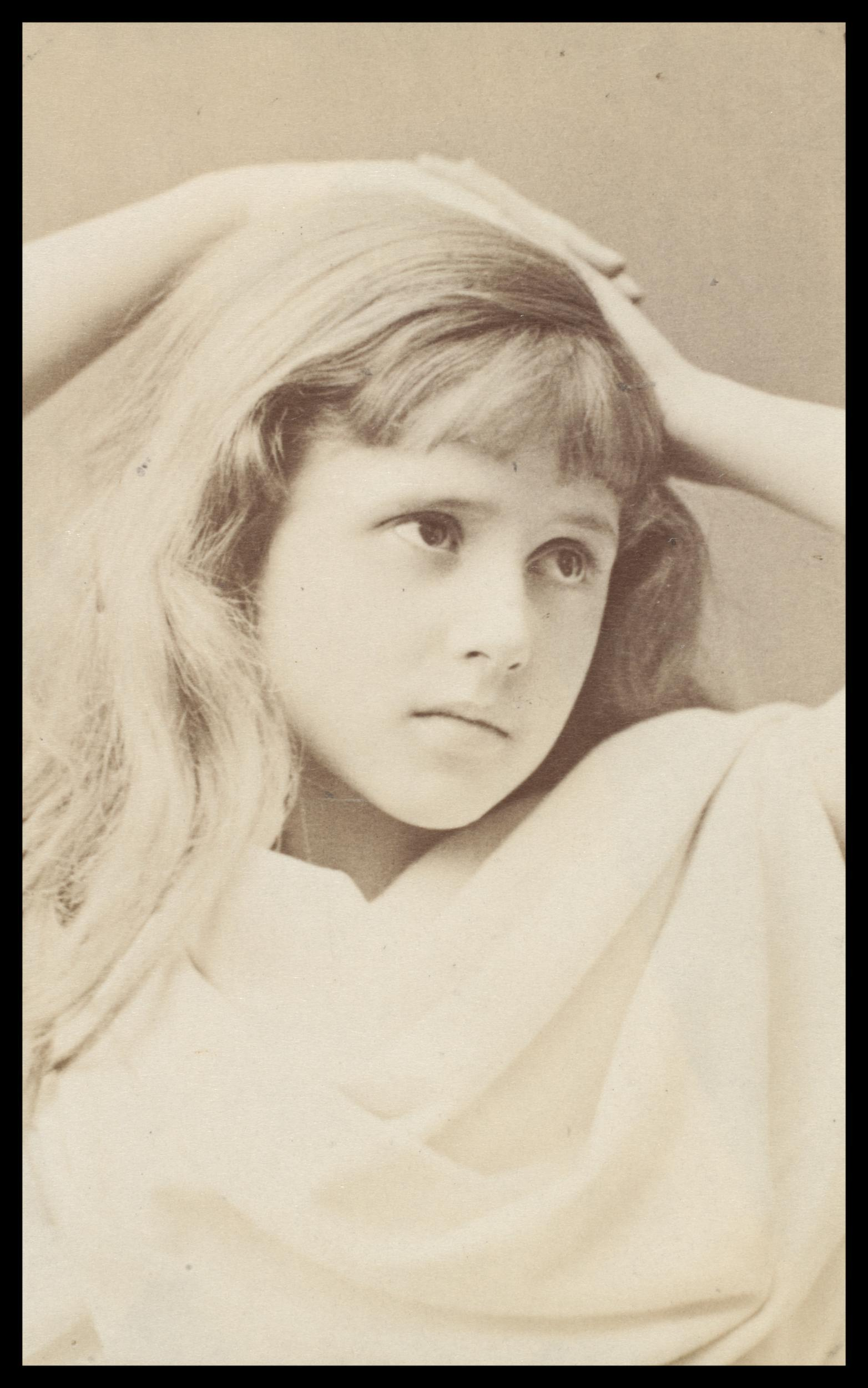
Elliott & Fry: Connie Gilchristová
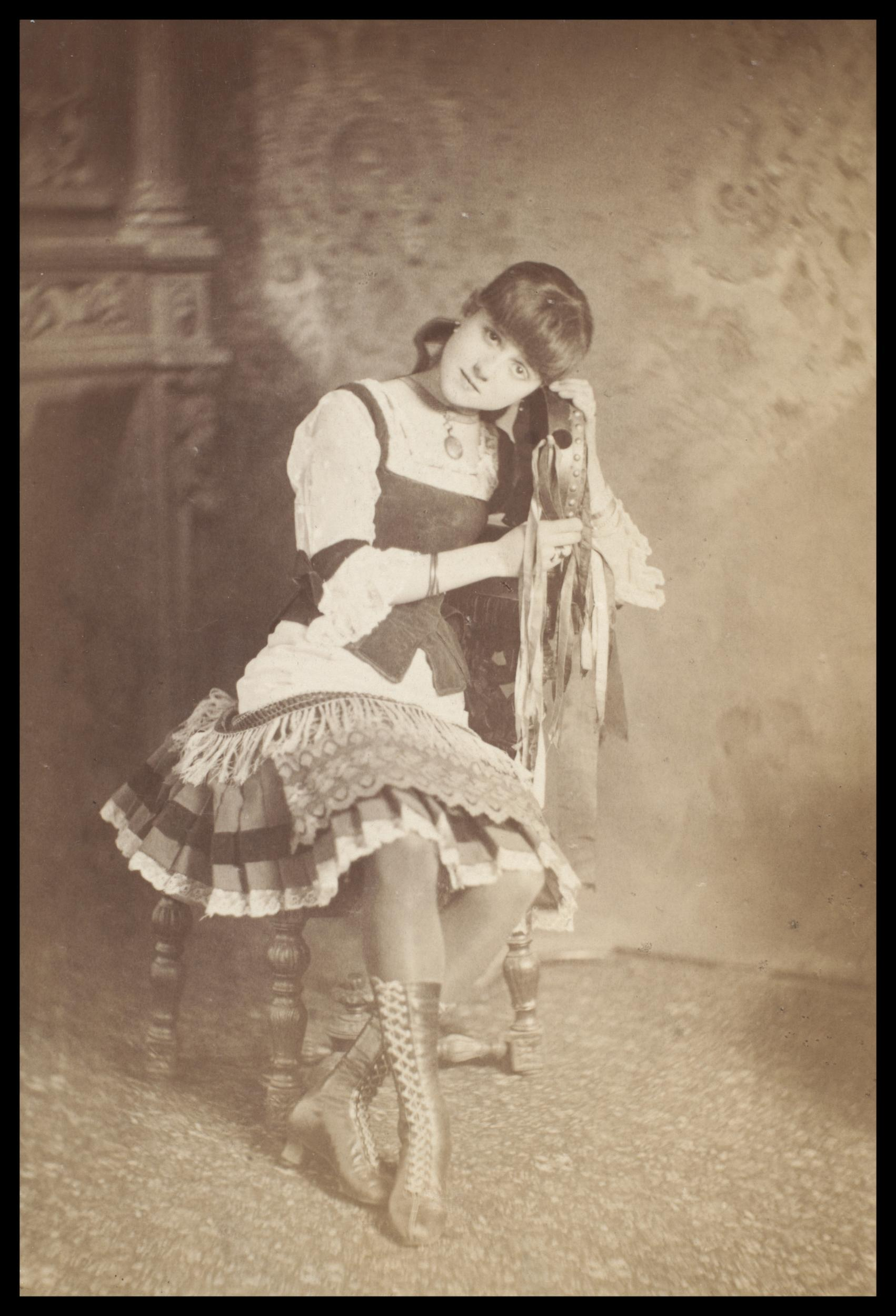
Connie Gilchristová jako Amina v Malé Fra Diavolo, 1879
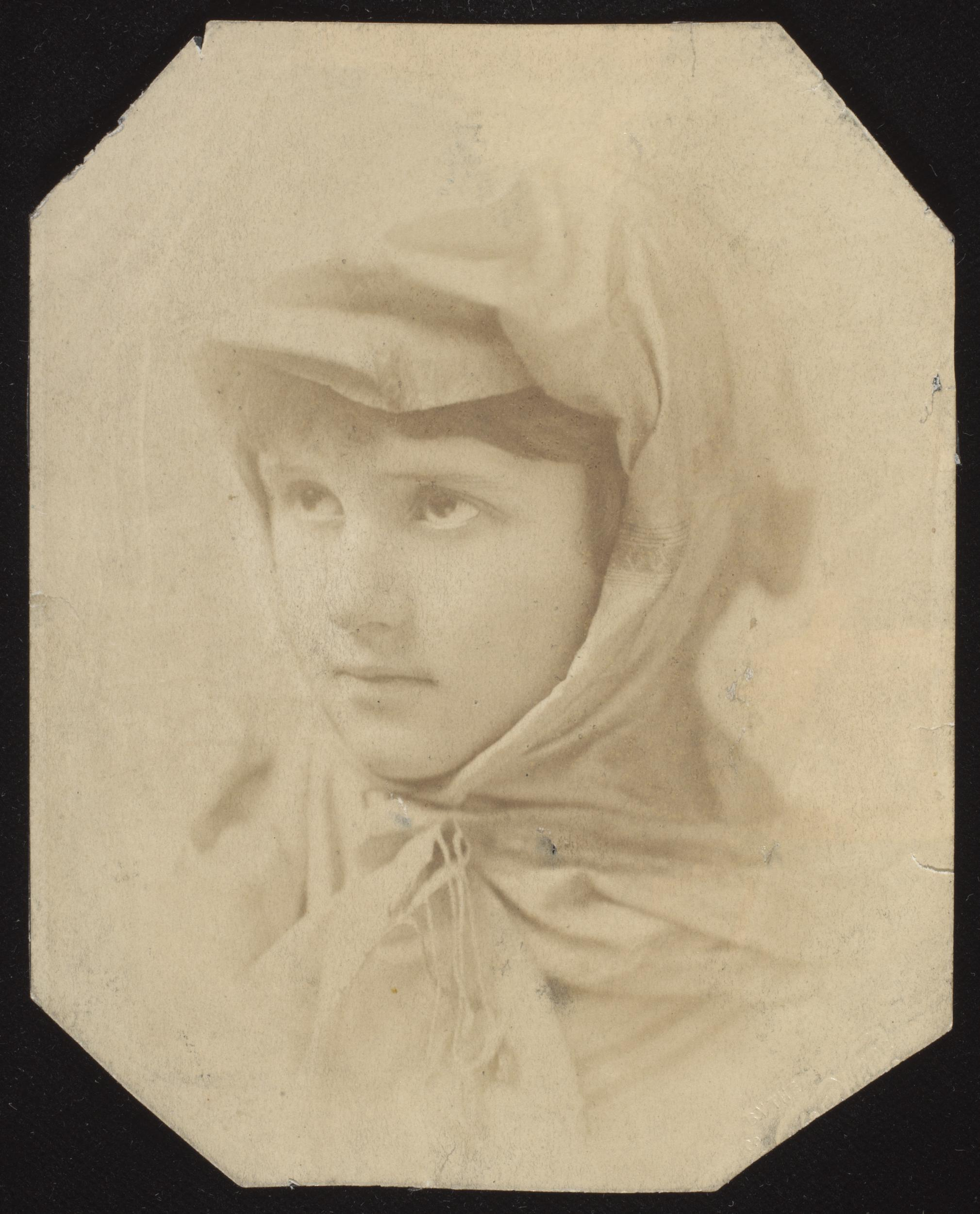
Henry Van der Weyde: Connie Gilchristová
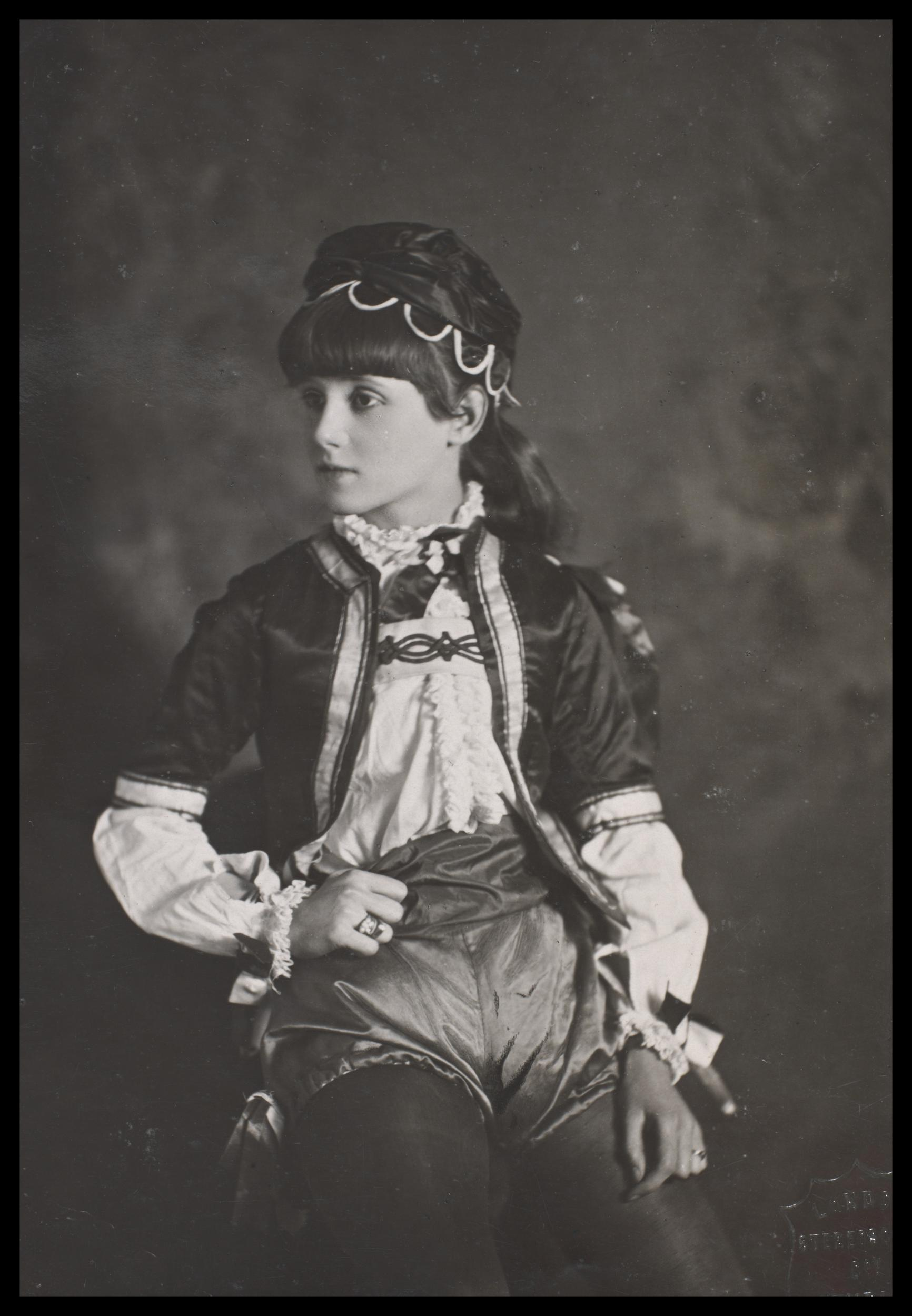
London Stereoscopic Company: Connie Gilchristová jako chlapec

## Smrt
Gilchristová zemřela v Tythe House dne 9. května 1946 po 53 letech manželství. Hrabě z Orkneje žil dalších pět let a zemřel 21. srpna 1951. Jejich jediné dítě byla lady Mary Constance Hamilton Gosling.